# Ficus pendens
Ficus pendens är en mullbärsväxtart som beskrevs av Edred John Henry Corner. Ficus pendens ingår i släktet fikonsläktet, och familjen mullbärsväxter. Inga underarter finns listade i Catalogue of Life.